# Монца
Монца (італ. Monza) — місто та муніципалітет в Італії, у регіоні Ломбардія, столиця провінції Монца і Бріанца.
Монца розташована на відстані близько 490 км на північний захід від Рима, 15 км на північний схід від Мілана.
Населення — 122 367 осіб (2014).

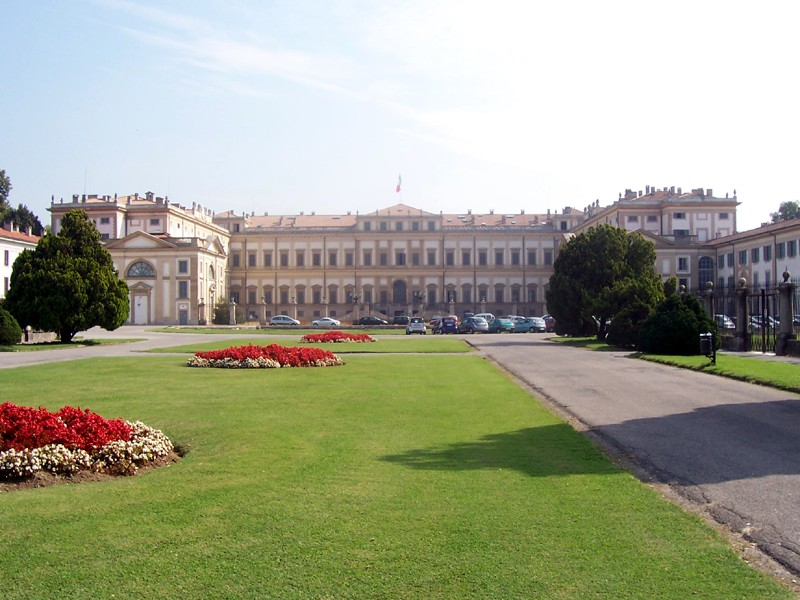
Королівська вілла («Вілла Реале») була збудована архітектором Джузеппе П'єрмаріні в 1777 р.

Щорічний фестиваль відбувається 6 червня та 24 червня. Покровитель — святий Іван Хреститель.

## Гран-прі Італії
У Монці щорічно відбуваються автоперегони Гран-прі Італії, які є етапом Чемпіонату світу Формули 1. Автодром збудовано в 1922 році в міському парку, і на той час це був третій у світі постійний автодром.

## Демографія
Населення за роками:

Станом на 1 січня 2023 року в муніципалітеті офіційно проживало 14 917 іноземців з 131 країни, серед них 2850 громадян країн Євросоюзу та 1004 громадяни України.

## Уродженці
- Ніколо Камб'ягі (*2000) — італійський футболіст, нападник.

- Габріеле Дзаппа (*1999) — італійський футболіст, захисник.

- Франческо Антоніолі (*1969) — італійський футболіст.
- П'єрлуїджі Казірагі (*1969) — італійський футболіст, згодом — футбольний тренер.
- Даніеле Лімонта (*1967) — італійський футболіст, воротар.
- Даніеле Массаро (*1961) — італійський футболіст.
- Стефано Маурі (*1980) — італійський футболіст.
- Матео Пессіна (*1997) — італійський футболіст, півзахисник.
- Джемма Беллінчоні (1864—1950) — італійська співачка.

## Пам'ятки історії і архітектури
- Собор Івана Хрестителя (Монца)
- Церква Санта Марія ін Страда (Монца)
- Королівська вілла (Монца)

## Сусідні муніципалітети
- Бругеріо
- Чінізелло-Балсамо
- Конкореццо
- Ліссоне
- Муджо
- Сесто-Сан-Джованні
- Ведано-аль-Ламбро
- Вілласанта